# Caloptilia sapporella
Caloptilia sapporella är en fjärilsart som först beskrevs av Matsumura 1931.  Caloptilia sapporella ingår i släktet Caloptilia och familjen styltmalar. Inga underarter finns listade i Catalogue of Life.